# Bahnhof Lahti
Über den Bahnhof Lahti (finn. Lahden rautatieasema, schwed. Lahtis järnvägstation) wurde Lahti 1869 an die Eisenbahnstrecke Helsinki–Riihimäki–Kouvola–Vainikkala–Wyborg (Viipuri)–St. Petersburg angebunden.

## Geschichte
Das heutige Gebäude des Bahnhofs von Lahti wurde 1935 fertiggestellt. Es basiert auf einem Entwurf des Architekten Thure Hellström. Wegen der Wirtschaftskrise in den 1930er-Jahren wurde der Bau um ein Stockwerk niedriger als geplant ausgeführt. Der vorgesehene Turm (ähnlich denen der Bahnhöfe Helsinki oder Tampere) fiel ebenfalls dem Rotstift zum Opfer.
Der Bahnhof wird von den Linien 13 (Helsinki–Kajaani) und 14 (Helsinki–Joensuu) der staatlichen finnischen Eisenbahngesellschaft VR-Yhtymä bedient. Ferner ist der Bahnhof Endstation der Linie Z des Schienennahverkehrs in der Region Helsinki.
2006 wurde der Bahnhof umgebaut. Durch Fertigstellung der Hochgeschwindigkeitsstrecke Lahti–Kerava, die am 1. September 2006 in Betrieb genommen wurde, verkürzte sich die Reisezeit nach Helsinki um etwa 20 Minuten auf 48 bis 60 Minuten (je nach Zuggattung).